# 四川省工商业联合会
四川省工商业联合会，简称四川省工商联，同时称四川省商会，是中国共产党领导的、四川省工商界组成的统战性、经济性、民间性的人民团体和商会组织。